# Asperula prostrata
Asperula prostrata là một loài thực vật có hoa trong họ Thiến thảo. Loài này được (Adams) K.Koch mô tả khoa học đầu tiên năm 1851.